# La Gloria (norra Singuilucan kommun)
La Gloria är en ort i Mexiko.   Den ligger i kommunen Singuilucan och delstaten Hidalgo, i den sydöstra delen av landet, 100 km nordost om huvudstaden Mexico City. La Gloria ligger 2 485 meter över havet och antalet invånare är 235.
Terrängen runt La Gloria är huvudsakligen kuperad, men den allra närmaste omgivningen är platt. Runt La Gloria är det ganska tätbefolkat, med 60 invånare per kvadratkilometer. Närmaste större samhälle är Tulancingo, 12,8 km öster om La Gloria. I omgivningarna runt La Gloria växer huvudsakligen savannskog.